# 安東尼·柯里昂
安東尼維托·「東尼」·柯里昂（Anthony Vito "Tony" Corleone）是法蘭西斯·柯波拉所執導《教父》三部曲中的虛構人物。為麥可·柯里昂（艾爾·帕西諾飾）和凱·亞當斯（黛安·基頓飾）之子，瑪麗·柯里昂（索菲亞·科波拉飾）之兄。三數個貫穿全三部曲的角色之一。雖在前兩部電影中並非主要角色，但其童年中的若干重要事件在教父2中構成關鍵背景，而與父親的關係則是教父3中的一條劇情線。
在小說《教父》中並未提及其名。電影中的角色名「安東尼」出自首次出演電影就扮這個角色的三歲幼童，他對自己的真名比較有反應。

## 虛構人物傳記

### 《教父》（小說）
提及麥可和凱有兩個兒子，但都沒有說到名字。

### 教父（電影）
安東尼在第一部集中是個小角色，唯一的重要場景是目睹祖父維托·柯里昂(馬龍·白蘭度飾)暴斃，人在花園裡與孫子玩耍時離世。
飾演這佪角色的是Anthony Gounaris。之所以被命名為安東尼，是因為人們認為三歲的他被以自己的真名稱呼可以反應得較自然。在《教父》中的角色是他迄今唯一一次出演電影。

### 《教父2》
第二集的故事始於1958年，安東尼初領聖餐。位於太浩湖岸的家族莊園為他舉行豪宴，但他父親在宴會期間大半都在會晤要人並打理家族生意，這也是貫穿全劇的一個主題。安東尼從眾多不認識的人手中收到很多禮物，令年幼的他深感困惑。在電影的後半，他和妹妹瑪麗兩人無意中聽見父母爭吵：凱告訴麥可，要帶著孩子離開；麥可則說絕不允許。他聲稱知道她最近因流產而心情惡劣，並歸咎於他。凱回嘴並非流產而是墮胎，她永不會再將新生兒帶進柯里昂家。既驚且怒打的麥可重甩她一巴掌，讓她知道永不能從他身邊帶走「他的」孩子。
兩人離婚後，麥可拒絕讓她探視安東尼和瑪麗。安東尼似因父母離異而對母親心懷不滿，在凱來訪時表現得陰鬱冷淡。會面由兩兄妹的康妮姑姑（麥可之妹，塔利亞·夏爾飾）私下安排。在被麥可發現後，便陰沉可懼地打發人離開。在影片結尾，安東尼與弗雷多伯伯（麥可之兄，約翰·卡佐爾飾）關係親密。當一大一小兩人正要一道去釣魚時，安東尼被麥可硬是叫走，要他陪爸爸前去雷諾 (內華達州)。弗雷多隨後即被艾爾·奈里承麥可之命處決。
在本片中飾演這個角色的James Gounaris是第一集中扮同一角色的小童星之兄，同樣再未出演其他角色。

### 《教父3》
在電影中的時空之前某時，麥可將安東尼和瑪麗的監護權交託給凱，以便當媽的可以督促兩人功課。安東尼此時已成年，與母親和妹妹一同出席麥可的教宗授勳儀式。在隨後的宴會上，安東尼和凱一起告訴麥可：他要退出法學院以投身歌劇，且永不加入「家族事業」。怒氣勃發的麥可堅持要他繼續完成法學院的學業，但還是在凱的勸說下讓步。凱私下告訴邁克爾，安東尼知道是爸爸謀害了弗雷多伯伯。
歌劇事業蒸蒸日上的安東尼將於復活節星期日在西西里島巴勒摩首次登台演出歌劇《鄉村騎士》並擔任主角。一家人也同赴西西里參加首演。他在登台前一天演唱了西西里傳統民謠《Brucia La Terra》（即電影系列三部曲的主題曲）作為送給父親的禮物。在這次旅行中，安東尼反對瑪麗與堂兄文森特·柯里昂（安迪·賈西亞飾）之間的戀情，和父親同一立場。
安東尼的歌劇演出為本片劃下句點。儘管歌劇本身相當成功，卻因演出前、中、後所發生的連串命案而失色——最引人注目的是其妹瑪麗遇害身亡。試圖刺殺麥可的刺客誤中副車。安東尼在電影中最後一次的出場，是與父母一起對著瑪麗的遺體悲慟難捨。此角色由歌手Franc D'Ambrosio飾演。

### 續集小說
安東尼也出現在馬克·溫加德納所撰的續集小說《教父歸來》和《教父復仇》中。他在「歸來」中透過臥室窗戶目睹弗雷多遇害，解釋了何以在電影第三集中知曉其真相。安東尼和麥可在這兩部小說中父子關係緊張。安東尼愛父親，但又不想重蹈覆轍。這樣的矛盾心理令麥可深感受傷，卻也能理解。因為麥可對自己父親也曾有過相同感受。